# Comtat de Niedgau
El comtat de Niedgau fou una jurisdicció del Sacre Imperi Romanogermànic que agafava el nom del riu Nied, afluent del riu Saar o Sarre, i estava situat al sud i oest del baix Saargau a l'est de les comarques de Metz i Rizzigau i al nord de la comarca de Saulnois. El comtat (en llatí esmentat com comitatus Notachowa) fou assignat al rei Lluís el Germànic en la partició del 8 d'agost de 870. Al final del segle X hi tenien propietats Sigifred (963-998), fill de Wigeric de Bidgau, comte de Bidgau i després comte palatí de Lotaríngia, i Adalbert II comte de Metz (1022-1033, † 1037 o poc després) que hi va fundar l'abadia de Bouzonville el 1033. El país va restar en mans de la branca etiocònida de Metz que van esdevenir ducs de'Alta Lorena (o simplement ducs de Lorena) 

## Llista de comtes[2]
- Hattó, esmentat en carta del 13 de novembre del 849; figura a la llista de nobles testimonis de l'acord entre Carles II el Calb i Lluís el Germànic del juny del 860 (Chuonradus, Evrardus, Adalardus, Arnustus, Warnarius, Liutfridus, Hruodolfus, Erkingarius, Gislebertus, Ratbodus, Arnulfus, Hugo, item Chuonradus, Liutharius, Berengarius, Matfridus, Boso, Sigeri, Hartmannus, Liuthardus, Richuinus, Wigricus, Hunfridus, Bernoldus, Hatto, Adalbertus, Burchardus, Christianus, Leutulfus, Hessi, Herimannus també Hruodulfus, i Sigehardus). Se l'esmenta per darrer cop en una donació del rei Lluís III d'Alemanya el 19 de gener de 882 un dia abans de la mor del rei.
- Liutfred, nebot de l'anterior esmentat en carta datada el 874
- Lietard II de la família de Liertad I de Bidgau (comte vers 860-880) esmentat en carta d'1 de gener de 909. El 911 fou un dels comtes que van reconèixer a Carles III el Simple de França i se l'esmenta en una donació d'aquest any del rei francès.
- Eberard, només esmentat en una donació de la seva filla Rigalinda per la seva anima i la de la seva esposa Matilde, el 18 d'octubre del 965.
- Burcard, fill de l'anterior, esmentat com a comte a la donació del Rigalinda el 965